# Anton Doppler
Anton Doppler (* 15. Dezember 1956 in Sankt Jakob im Walde) ist ein österreichischer Politiker (ÖVP) und ehemaliger Abgeordneter zum österreichischen Nationalrat.

## Ausbildung und Beruf
Anton Doppler wurde als viertes Kind einer Bergbauernfamilie geboren. Er besuchte von 1963 bis 1971 die Volks- und Hauptschule und absolvierte nach dem Polytechnischen Lehrgang 1971/72 eine Lehre als Einzelhandelskaufmann, die er 1975 mit dem Berufsschulabschluss in Bad Radkersburg beendete. 1976 leistete er den Präsenzdienst ab. 
Doppler arbeitete in der Folge zwischen 1976 und 1986 als Gemeindeangestellter in der Gemeinde Sankt Jakob im Walde in der Hoheitsverwaltungund ist seit 1986 Versicherungsangestellter und Außendienstmitarbeiter der Grazer Wechselseitigen Versicherung.

## Politik
Anton Doppler war zwischen 1985 und 1987 Gemeinderat in St. Jakob im Walde und danach bis 1995 Vizebürgermeister. 1995 wurde er zum Bürgermeister der Gemeinde gewählt. Darüber hinaus ist Doppler Kammerrat der Arbeiterkammer Steiermark und ÖAAB-Bezirksobmann. 
Doppler zog am 5. Mai 2004 für den verstorbenen Nationalrat Josef Trinkl in den Nationalrat ein und vertrat dort die ÖVP bis zum 29. Oktober 2006. Bei der Nationalratswahl 2006 verfehlte er jedoch den Wiedereinzug in das Parlament.

## Privates
Doppler ist verheiratet und Vater zweier Kinder.